# Alcazaba de Alhama de Granada
La alcazaba de Alhama de Granada fue una fortificación situada en el casco urbano de la localidad granadina de Alhama de Granada, España. Sus restos cuentan con la protección de la Declaración genérica del Decreto de 22 de abril de 1949, y la Ley 16/1985 sobre el Patrimonio Histórico Español.

## Descripción
La alcazaba, conquistada en 1482 por Rodrigo Ponce de León en un ataque por sorpresa, ocupaba la parte más elevada del actual casco antiguo de Alhama. Prácticamente no queda nada de ella, al menos aparentemente, ya que al encontrarse completamente edificado su interior, podrían existir restos entre las casas. Debido a la red viaria  existente en la actualidad puede intuirse cual sería el trazado de su perímetro.
Sólo se aprecian restos de lo que podría ser un torreón al NO, construido con sillares, con la esquina reforzada y doble zarpa en su base de mampostería concertada. Su longitud es de 8,50 metros, siendo su altura de dimensiones parecidas. En la parte baja de su base, con una altura de 1,50 metros, existe una especie de recalce de mampostería de pequeñas piedras, construido al parecer en época posterior, sin que se pueda saber si fue ejecutado debido a su mal estado o al bajar la calle a su rasante actual. Al SE, dando a la actual plaza, se ve como la roca ha sido cortada en vertical, hasta una altura de un metro, habiéndose montado en su borde el actual cerramiento del palacete que sustituyó a la antigua fortaleza alhameña. El torreón tiene sobre él la terraza de una vivienda, atravesándola en sentido horizontal dos gruesas mangueras de instalaciones.

## Historia
Los árabes construyeron aquí una buena fortaleza que costó gran esfuerzo conquistar a los Reyes Católicos y que, luego, recuperaron los moros granadinos, hasta que se les arrojó definitivamente en febrero de 1482 y la defendieron los cristianos con tesón contra las nuevas acometidas moras. Su importancia estriba en que su historia va aparejada a la de la reconquista de Granada. Por lo demás, es ya una ruina que se muestra en la falda de un monte sobre bancos inclinados de piedra dominados por las torres y cadena de fortines. Daban acceso dos puertas extremas. Aunque de origen romano, el nombre actual es islámico. En el siglo XV crece su importancia por ser llave esta fortaleza de la conquista granadina y cesaron los distintos empeños de recuperar Alhama con la conquista de la Alhambra.